# Вила Сантина
Вила Сантина (итал. Villa Santina) је насеље у Италији у округу Удине, региону Фурланија-Јулијска крајина.
Према процени из 2011. у насељу је живело 2145 становника. Насеље се налази на надморској висини од 363 м.

## Становништво
| 1951. | 1961. | 1971. | 1981. | 1991. | 2001. | 2011. |
| ----- | ----- | ----- | ----- | ----- | ----- | ----- |
| 2.002 | 2.093 | 1.946 | 2.057 | 2.141 | 2.194 | 2.222 |